# Jordi Mata i Viadiu
Jordi Mata i Viadiu (Barcelona, 27 de febrer de 1966) és un escriptor català. Llicenciat en Història, rebé el premi Sant Jordi de novel·la l'any 1996 per l'obra El misteri de Berlín, essent un dels autors més joves en ser guardonat. S'ha dedicat sobretot a aquest gènere, però també ha conreat la poesia, el teatre, el relat curt i l'assaig. Ha desenvolupat una faceta de divulgador d'aspectes curiosos o poc coneguts de la història en publicacions com Serra d'Or, Sàpiens i El Triangle. Va ser l'assessor històric de la commemoració del Tricentenari dels fets del 1714.

## Trajectòria[calcitació]
El 1985 va guanyar el seu primer premi literari, el Mecanoscrit, amb un conte, La biblioteca dels Gimó, que va iniciar un període que es perllongaria fins al 1995 amb una paròdia del gènere negre, El capvespre de l'heroi, període marcat bàsicament per la irrupció del fantàstic en un món convencional i ordenat, tot entenent allò fantàstic no com quelcom vinculat a allò monstruós o terrorífic, sinó com allò que roman ocult en la realitat quotidiana, els aspectes obscurs de la ciència o d'un passat encara pendents de descobrir que ocasionalment exploten i pertorben els esdeveniments habituals.
Dins d'aquest àmbit, les seves cinc primeres novel·les, L'espòs infernal (1990), Amors maleïts (1992), El comprador (1994), Madame Guignol (1995) i El capvespre de l'heroi, presenten característiques comunes. A més del plantejament d'un enigma que condiciona i afecta els protagonistes de cada llibre, el temps i la mort, i sobretot els intents d'enganyar-los i vèncer-los, són aspectes temàtics recurrents en aquestes obres. Sobreviure accidentalment en un cos aliè i no desitjat (L'espòs infernal), indagar amb finalitats nobles però inconfessables en una part de la memòria que se suposa heretada (Amors maleïts), trobar amb fonament una via cap a la immortalitat (El comprador), habitar des de les tenebres un lloc i una època per nocions de deure i de justícia (Madame Guignol), i descobrir la fragilitat d'un teòric món real que va desintegrant-se brutalment dia a dia (El capvespre de l'heroi), són els diferents arguments que emanen d'aquesta elucubració sobre l'afany de superar la mort.
Cada obra posseeix trames i influències que les singularitzen. A L'espòs infernal, es qüestiona el matrimoni entès com a màxima encarnació de la confiança d'un ésser humà en un altre; a Amors maleïts, el paper de la família com a organització tradicionalment benèfica i acollidora és transformat en el mirall d'una simbòlica esclavitud; a El comprador, se li dona un tomb de rosca al mite de Faust tenint en compte coneixements científics oblidats; a Madame Guignol, narració al voltant dels clàssics fantasmes amb una estructura que inclou contes intercalats, la solitud és un esperó per explorar mons nous amb un esperit adolescent però a punt de penetrar en la perspectiva adulta; i a El capvespre de l'heroi, que conté homenatges a Homer, Joyce, Proust, Conan Doyle i Unamuno, s'esbossa, concretada en la figura d'un cèlebre detectiu, la fugacitat de la fama i la facilitat amb què l'oblit pot atrapar qualsevol.
Mata va canviar de registre el 1996 amb Reines i peons, una incursió en un realisme cru i contemporani que planteja un discurs social, l'arbitrarietat amb la que s'adjudica raó o bogeria a un individu i la impossibilitat de la llibertat. En aquesta obra també apareix per primera vegada un tema que es repetirà en posteriors novel·les: les tortuositats del poder, els seus manejos i les conseqüències de relacionar-s'hi des del desavantatge. Les múltiples cares de tal poder (polític, social i fins i tot familiar) s'enfrontaran a un personatge, Alois Berchtold, un okupa amb un passat que inclou una estranya estada en un manicomi, que lluitarà per trobar un lloc en un món que ha enterrat els valors d'una època en què la utopia semblava factible. Gairebé coincidint en el temps amb Reines i peons, Mata elabora la breu El cor dels enemics (1995), influïda pels esdeveniments bèl·lics que aleshores afligien els Balcans, que aprofundeix en el vessant realista.
A les acaballes del 1996 guanya el premi Sant Jordi de novel·la amb El misteri de Berlín. En aquesta obra usa els seus dots d'historiador per barrejar una realitat passada, construïda rigorosament, amb una ficció hereva dels films dels anys 30 i 40 pel que fa a ritme. Sobre un fons de comèdia, el relat del suposat intent de segrest de Marlene Dietrich organitzat pels nazis i en el que Hitler, Roosevelt i Hitchcock entre altres figurants il·lustres treuen el nas, recorda l'afany del poder per controlar qualsevol manifestació artística –en aquest cas el cinema- que li permeti difondre la seva propaganda entre les masses. Contra això, el factor atzar, encarnat en la trama per la intervenció d'un humil personatge, un extra cinematogràfic, s'alçarà com allò que permet a la humanitat una esperança, una vida lliure d'un control absolut.
En resposta a algunes reaccions irades ocasionades pel fet que el premi Sant Jordi anés a mans d'algú sense cap fama ni rellevància mediàtica, Mata escriu La compassió del dimoni, amb voluntat de sàtira, envers aquells que s'erigeixen en capdavanters de la veritat i àrbitres del gust. Els falsos intel·lectuals, amb la seva defensa d'uns poders que els mantenen a canvi del seu paper de pregoners, i els tertulians maniqueus i els autoproclamats gurus culturals, que distribueixen llagots o insults segons el grup editorial o el partit polític que els marca fílies i fòbies, són retratats en una trama de trets policíacs. L'obra va guanyar el premi Joanot Martorell el 1998.
La seva següent obra, La segona mort de Shakespeare, va aconseguir una unanimitat crítica positiva i un altre guardó, el premi Nèstor Luján de novel·la històrica, el 1999. Més enllà de l'anècdota principal, les teòriques relacions de naturalesa homoeròtica entre William Shakespeare i Christopher Marlowe, els dubtes sobre el Shakespeare dramaturg, que l'autor no treu del no-res i que exposa sense voler donar o negar la raó a qui sigui, són una excusa per posar en evidència la infal·libilitat del dogma, en aquest cas el dogma històric, tan fràgil com qualsevol realitat humana.
La següent novel·la de Mata, Una altra guerra per a Ney, no apareixerà fins al 2002. S'inspira en un fet real esdevingut en un estat esclavista dels EUA el 1819: un home va assegurar ser el mariscal Michel Ney, un dels lloctinents de Napoleó, quan constava que tal personatge havia estat afusellat quatre anys abans. La història d'aquesta "resurrecció", que mai no va poder comprovar-se del tot, serveix al novel·lista per desenvolupar un discurs sobre la necessitat de les segones oportunitats que mereix qualsevol ésser humà i per denunciar la hipocresia d'una societat que valora les aparences por damunt de la llibertat individual.
El 2004 es publica En algun punt de les muntanyes d'Ararat, obra també localitzada als EUA, però ambientada en els temps actuals. Els discutibles límits ètics de la religió i de la televisió se sumen en un terrible exercici destinat a perpetrar un frau colossal, una rentada de cervell revestit d'espectacle visual, amb la recerca de les restes de l'arca de Noè com a rerefons, tot aprofitant els debats i càbales al voltant del canvi de mil·lenni.
Al voltant del Tricentenari
El 2008 va publicar Emmordassats i complaguts. La guerra de Successió que no ens contem, i Un cadàver exquisit, assaig i novel·la respectivament centrats en un mateix tema: la guerra de Successió espanyola. L'assaig denuncia la tradicional visió pessimista que els catalans tenen de la seva pròpia història, tot exposant episodis poc divulgats esdevinguts els segles XVII i XVIII que mostren el poble català amb actituds més positives i allunyades del derrotisme. Un cadàver exquisit és la primera part d'una trilogia que vol descriure els fets de la guerra de Successió des de la perspectiva de personatges anònims que no poden conceptuar-se com a herois, sinó com a supervivents. Obra de caràcter coral, parla dels successos previs a les hostilitats, datats entre el 1698 i el 1703. La segona part de la trilogia, 1714. Entre dos focs, va publicar-se el 2014 i relata què va passar entre el 1704 i el 1708, anys en què el desenvolupament del conflicte va ser més favorable que advers als interessos de Catalunya.
A banda, i relacionat amb aquest tema i les seves conseqüències, Mata va col·laborar el 2013 en el llibre El món ho ha de saber, iniciativa de la revista Sàpiens per fer conèixer a milers de persones influents del planeta que és Catalunya i quines són les causes del seu procés d'emancipació.
Entre el 2012 i el 2014 va ser l'assessor històric de la commemoració del Tricentenari dels fets del 1714, i com a tal va supervisar els continguts de la sèrie televisiva 1714, la guerra a comarques, sobre l'impacte del conflicte a tot el Principat, i va col·laborar en l'edició per primer cop en català d'una àmplia selecció de textos de les Narraciones históricas de Francesc de Castellví.

## Obra

### Novel·la
- 1714 Entre dos focs. Edicions 62; col·lecció El Balancí, núm. 714. Barcelona, març 2014.
- Un cadàver exquisit. Edicions 62; col·lecció El Balancí, núm. 571. Barcelona, març 2008.
- En algun punt de les muntanyes d'Ararat. Edicions 62; col·lecció El Balancí, núm. 495. Barcelona, setembre 2004.
- Una altra guerra per a Ney. Editorial Cruïlla; col·lecció Gran Angular, núm. 125. Barcelona, març 2002.
- La segona mort de Shakespeare. Columna Edicions; col·lecció Clàssica, núm. 352; novel·la històrica, núm. 17. Barcelona, octubre 1999.
- La compassió del dimoni. Edicions Bromera; col·lecció L'Eclèctica, núm. 64. Alzira, València, febrer 1999.
- El misteri de Berlín. Edicions Bromera-Columna Edicions; col·lecció L'Eclèctica, núm. 50. Alzira, València, setembre 1997.
- Amors maleïts. Edicions Bromera; col·lecció Espurna, núm. 32. Alzira, València, març 1997.
- El misteri de Berlín. Columna Edicions; col·lecció Clàssica, núm. 214. Barcelona, febrer 1997.
- Reines i peons. Columna Edicions-Edicions Bromera; col·lecció Moderna, núm. 82. Barcelona, març 1996.
- Reines i peons. Edicions Bromera; col·lecció L'Eclèctica, núm. 40. Alzira, València, març 1996.
- Madame Guignol. Edicions Can Sifre; col·lecció Les Illes, núm. 2. Eivissa, abril 1995.
- El capvespre de l'heroi. Edicions Bromera; col·lecció L'Eclèctica, núm. 32. Alzira, València, març 1995.
- El comprador. Edicions Bromera; col·lecció Els Nostres Autors, núm. 26. Alzira, València, octubre 1994.
- Amors maleïts. Edicions Bromera; col·lecció Els Nostres Autors, núm. 15. Alzira, València, març 1992.
- L'espòs infernal. Edicions Bromera; col·lecció L'Eclèctica, núm. 6. Alzira, València, setembre 1990.

### Narrativa breu
- Històries fora de manual. Germania serveis gràfics, s.l.; col·lecció Xúquer, núm. 1. Alzira, València, novembre 1995.
- El cor dels enemics. Ajuntament de Xàtiva. Premi del XIV L'Encobert. Xàtiva, València, juny 1995.
- Johannes Anglicus. Area de Cultura de l'Ajuntament de Mislata. Col·lecció Literatura Breu. Mislata, València, juny 1994.
- Jardí de marbre. Obra col·lectiva. Òmnium Cultural Baix Camp-Reus/Edicions El Mèdol; col·lecció Escornalbou, núm. 11. Reus, Tarragona, abril 1992.
- Narracions Biennal 91. Obra col·lectiva. Ajuntament de Barcelona. Barcelona, 1991.

### Poesia
- Episodis de la construcció d'un castell de cartes. Edicions de la Vorera, s.l.; col·lecció Fulla de paper, 1. Premià de Mar, abril 1999.

### Teatre
- La picada de l'abella reina. L'orgia de Marsella. Edicions Tres i Quatre; col·lecció Teatre, núm. 42. València, octubre 1997.

### Assaig
- Emmordassats i complaguts: La guerra de successió que no ens contem. La Busca edicions. Barcelona, setembre 2008.
- El wagnerisme a Barcelona: instrumentalització i façana. Agrupació per al foment de la Cultura Catalana. Barcelona, març 1995.

### Obra traduïda al castellà
- El misterio de Berlín. Ediciones del Bronce; col·lecció Cuadernos del Bronce, núm. 30. Premi del XXXVII Sant Jordi. Barcelona, novembre 1998.

## Premis literaris (selecció)
- 2008 Francesc Ferrer i Gironès per Emmordassats i complaguts.
- 1999 Nèstor Luján per La segona mort de Shakespeare
- 1998 Joanot Martorell de narrativa per La compassió del dimoni
- 1996 Sant Jordi per El misteri de Berlín
- 1995 Premi de Novel·la Ciutat d'Alzira per Reines i peons[2]
- 1994 Baltasar Porcel per El cor dels enemics
- 1994 L'Encobert per El cor dels enemics
- 1994 Ciutat d'Eivissa per Madame Guignol
- 1991 Antoni de Bofarull per Nemrod
- 1990 Premi especial per la Pau i els Drets Humans del IX Certamen Poètic Juvenil del Club d'Amics de la UNESCO de Barcelona.
- 1985 Mecanoscrit per a escriptors inèdits fins a 20 anys (convocat per l'Associació d'Escriptors en Llengua Catalana) per La biblioteca dels Gimó